# Hominy (Oklahoma)

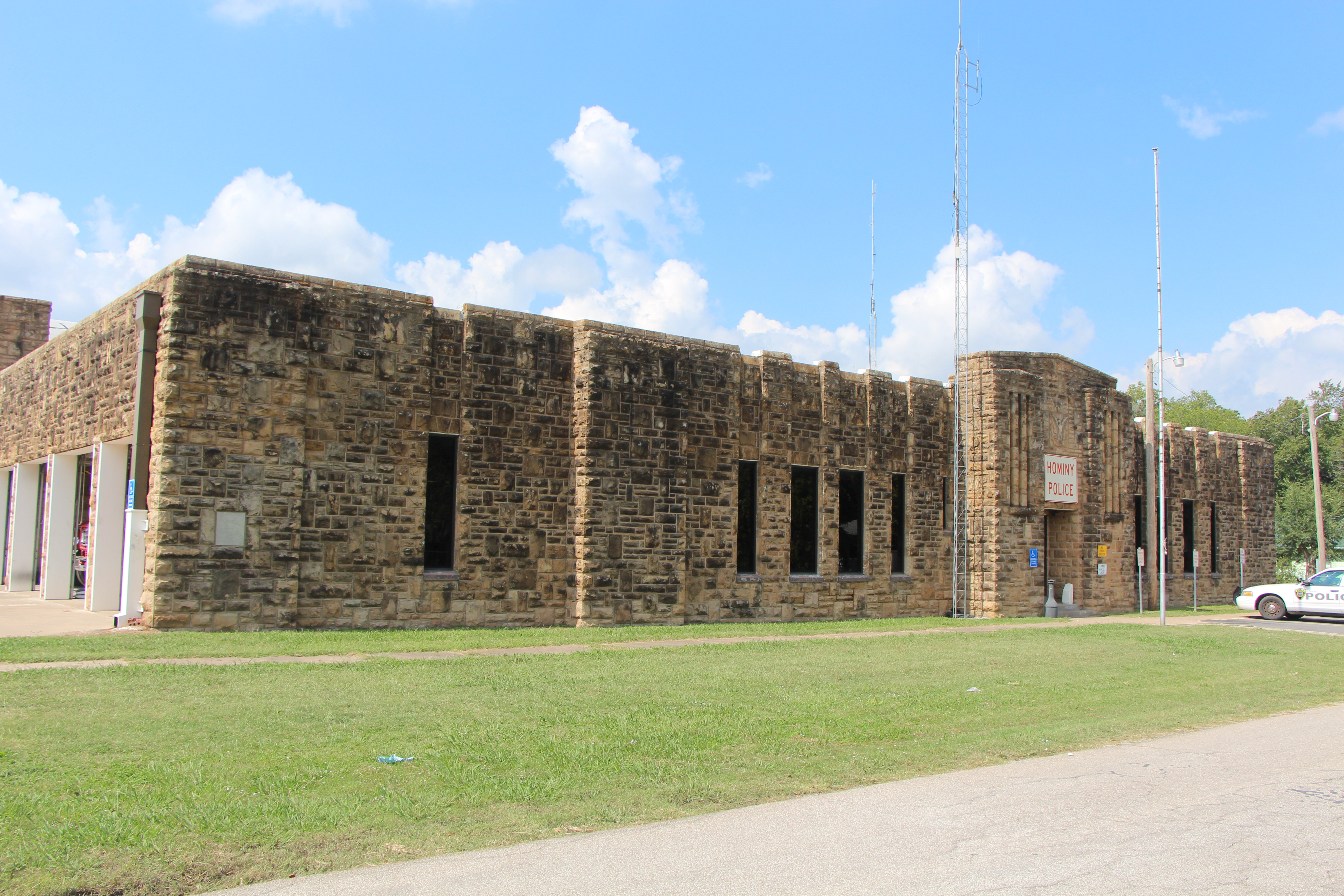
Hominy, Armeria della Guardia Nazionale (1936)

Hominy è una città della Contea di Osage, Oklahoma, Stati Uniti. La popolazione al censimento del 2010 era di 3.565 persone residenti.

## Geografia fisica
Hominy si trova nell'Oklahoma nord-orientale, all'interno del bacino idrografico del fiume Arkansas, alla intersezione della State Highways 20 con la State Highways 99, a circa 50 km a nord-ovest di Tulsa. Il comune ha una estensione di 5,16 km². L'altitudine è di 240 m slm.

## Storia
Il 15 luglio 1870 il Congresso degli Stati Uniti approvò una legge che prevedeva la rimozione degli indiani Osage dal territorio fino ad allora occupato ed il loro spostamento nell'allora Territorio indiano, l'attuale Oklahoma. A seguito di ciò, a partire dal 1871, gli Osage iniziarono a spostarsi nel nuovo territorio, ed a costruirvi i loro insediamenti.
Il gruppo Osage Black Dog Band, costituito da sottogruppi di Upland Forest, Big Hill e Chaneers, si stabilirono a est del fiume Arkansas in quella che sarebbe poi diventata la città di Hominy.
Il nome della città di Hominy deriva dal nome di un capo Osage Hą́-mąðį (letteralmente "Cammina nella notte") pronunciato "hominy" dai bianchi.